# Атипичная депрессия
 Атипичная депрессия  — форма депрессивного расстройства, при которой наряду с типичными симптомами депрессии отмечаются специфические признаки: повышенный аппетит, увеличение веса, повышенная сонливость и так называемая «эмоциональная реактивность».

## Симптомы
МКБ-10

Международная диагностическая классификация МКБ-10 включает атипичную депрессию в рубрику «другие депрессивные эпизоды». Диагностические указания МКБ-10 отмечают наличие, как правило, соматического варианта депрессивных симптомов с не имеющими диагностического значения симптомами, такими как напряжение, беспокойство или отчаяние. Возможно также сочетание соматических депрессивных симптомов с постоянной болью или истощаемостью, не обусловленными органическими причинами.

DSM-IV-TR

Диагностический классификатор DSM-IV определяет атипичную депрессию при наличии следующих симптомов:

а) Эмоциональная реактивность (повышенная эмоциональная реакция на внешние раздражители)

б) По меньшей мере еще двумя из нижеуказанных симптомов:

- повышенный аппетит или увеличение веса;
- повышенная сонливость (в противоположность инсомнии в типичном варианте меланхолической депрессии);
- ощущение тяжести в конечностях;
- в анамнезе отмечается повышенная чувствительность к отказу в межличностных отношениях (в том числе и в период ремиссии), которая приводит к значительному нарушению социальной активности.[4]

Проявление симптомов атипичной депрессии часто бывает связано с развитием у пациентов биполярного расстройства, в особенности биполярного расстройства второго типа.

## Лечение
В лечении атипичной депрессии применяются ингибиторы МАО, терапевтическая эффективность которых, в особенности фенелзина, превосходит терапевтическую эффективность трициклических антидепрессантов. Некоторые исследования показали, что эффективность нового поколения антидепрессантов, таких как селективные ингибиторы обратного захвата серотонина (СИОЗС), уступает эффективности ингибиторов МАО. Однако имеющиеся данные не являются достаточными, и вопрос эффективности СИОЗС по сравнению с ингибиторами МАО в лечении атипичной депрессии требует дальнейшего исследования. Применение нескольких  антидепрессантов различных групп вместе[прояснить]: например, комбинации из бупропиона, миртазапина и одного из препаратов группы СИОЗС (таких, как флуоксетин, эсциталопрам, пароксетин, сертралин) либо же сочетания бупропиона, миртазапина и антидепрессанта из группы СИОЗСН (венлафаксина, милнаципрана или дулоксетина).
Использование психотерапии также показало свою эффективность в лечении атипичной депрессии.